# 101810 Beiyou
101810 Beiyou è un asteroide della fascia principale. Scoperto nel 1999, presenta un'orbita caratterizzata da un semiasse maggiore pari a 3,2297529 au e da un'eccentricità di 0,1623722, inclinata di 26,24192° rispetto all'eclittica.